# Кембриджский словарь
Ке́мбриджский словарь для продвинутых учеников (англ. Cambridge Advanced Learner’s Dictionary, CALD; Кембриджский словарь английского языка или Кембриджский словарь) — один из основных словарей для изучающих английский язык. Впервые был опубликован в 1995 году издательством Кембриджского университета под названием Кембриджский международный словарь английского языка. Словарь содержит более 140 000 слов, словосочетаний и значений. Он подходит для учащихся на уровнях CEFR B2-C2.

## Особенности
Одним из важных инструментов, используемых при создании Кембриджского словаря, является международный кембриджский кодекс. Он используется для отслеживания британского и американского вариантов английского языка и включает более миллиарда слов с транскрипциями из множества источников. Все значения слов внутри словаря расположены по частоте употребляемости и при необходимости помечены одним из трех маркеров: основной (essential), расширенный (improver), продвинутый (advancer). Некоторые определения слов имеют иллюстрации, число которых увеличивается на несколько сотен с каждым новым изданием.
Помимо бумажной версии, словарь выпускается с CD-ROM диском, предоставляя всем изучающим английский использовать электронную версию с гораздо большим количеством иллюстраций, а также с записанным произношением к каждому слову.
Онлайн версия существует на 16 языках и предоставляет на выбор разделы толкового и грамматического словарей, а также онлайн-переводчика.
В 2019 году четвёртое издание стало доступно для macOS.

## Отличия от Оксфордского словаря
Кембридж комментирует разницу между Оксфордским словарем для продвинутых учеников (OALD) и Кембриджским словарем для продвинутых учеников (CALD) так:

Существенная разница между Кембриджским и Оксфордским словарями заключается в надежной базе и целевых исследованиях. Наша словарная база постоянно расширяется и обновляется, проводятся углубленные исследования с детальным указанием того, как английский работает в современности.

## Издания
- Первое издание впервые было опубликовано в 2003 году
- Второе издание увидело свет в 2005 году
- Третье издание опубликовали в 2008 году
- Четвёртое издание впервые опубликовали в 2013 году